# Whitpain Township (comté de Montgomery, Pennsylvanie)
Pour les articles homonymes, voir Whitpain Township.
Whitpain Township est un township du comté de Montgomery, en Pennsylvanie, aux États-Unis.